# 冰川景 (阿拉斯加州)
冰川景（英語：Glacier View）是位於美國阿拉斯加州馬塔努斯卡-蘇西特納自治市鎮的一個非建制地區和人口普查指定地區。根據2010年美國人口普查，該地人口為234人，而該地的面積約為1167.00平方千米。

## 地理
冰川景的座標為61°49′07″N 147°42′43″W / 61.81861°N 147.71194°W，而該地的平均海拔高度為1001米（即3283英尺）。